# Masha Khotimski
Masha Khotimski (* 1980 in Kiew, Ukraine) ist eine Filmkomponistin.

## Leben
Masha Khotimski wurde 1980 als Tochter der ukrainischen Szenenbildner Oksana Medved Trachtenberg und Sergej Khotimski geboren. Sie studierte an den Musikhochschulen in Nürnberg und München. Bereits vor dem Abschluss komponierte sie Musik. Sie schuf zahlreiche Kompositionen für Dokumentarfilme und Dokureihen für den Bayerischen Rundfunk, ORF und 3sat. Im Auftrag des Filmmuseums München und ARTE hat sie mehrere Stummfilme neu vertont. Salz von Swanetien von Michail Kalatosow (Auftragswerk der Bayerische Akademie der Schönen Künste) und Jüdisches Glück von Alexander Granowski hatten 2021 und 2022 ihre Premieren auf ARTE. Es folgten zahlreiche Auftritte, mehrere Rundfunkaufnahmen, Meisterkurse und Gastspiele als Pianistin, Kammermusikerin und Komponistin.

## Werke

### Stummfilme
- „Jüdisches Glück“[2][3]
- „Abwege“[4]
- „Die von der Straße leben“[5]
- „Dzim Shvante“ / „Salz für Swanetien“[1][6]
- „Mežplanetnaja revoljucija (Interplanetarische Revolution)“[7]

### Dokumentar- und Animationsfilme
- „Für Mathilde“[8]
- „Hughesoffka, Stalino, Donezk“
- „Hughesoffka - Briefe aus dem Wilden Feld“[9] "
- „The Tree Workers Case“[10]
- „Mut zum Leben“[11]
- „Han Shan“[12][13]
- „Der letzte Tanz“ (3Sat)[14]

### Doku-Reihen
- „Stil-Epochen“ (BR-Alpha)[15]
- „Auf den Spuren der Intuition“ (BR-Alpha)[16]
- „Schatten des Todes - Die Geschichte der Seuchen“ (BR-Alpha)[17]
- „Heimatbilder - Aus München mit Masha Khotimski“ (BR-Alpha)[18]
- „Was wir noch nicht wissen“ (BR-Alpha)[19]
- „Konrad Duden - Der deutschen Sprache auf der Spur“ (BR-Alpha)[20]
- „Werner Heisenberg“ (BR-Alpha)[21]
- „Josef von Fraunhofer - Dunkle Linien im Sonnenlicht“ (BR-Alpha)[22]
- „Das große Ja zum Leben“ (3Sat)
- „Essen verändert die Welt“ (BR-Alpha, Phoenix TV)[23]
- „Altruismus vs. Egoismus“ (ARD-Alpha)[24]
- „Akademien - Die philosophischen Gärten der Neuzeit“ (ARD-Alpha)[25]

### Diskografie
- 2011: Unanswered Questions,  Stefanie Schumacher (Akkordeon), Oehms Classics